# 1242
Cette page concerne l'année 1242  du calendrier julien.
L'année 1242 est une année commune qui commence un mercredi.

## Événements
- 5 décembre[1] : début du règne d'Al-Musta'sim dernier calife abbasside de Bagdad à la mort d'Al-Mustansir[2] (jusqu'en 1258).

- Töregene devient régente de l'empire mongol (fin en 1246).
- Début du règne de Kara Hülegü, khan de Djaghataï (fin en 1246). Il succède à son grand-père Djaghataï sous la tutelle de sa mère Ebuskune[3].
- Le général Baïdju prend le commandement des troupes mongoles en Iran basées dans la région de la basse-Koura (fin en 1256)[4].

- À la mort d’Ögödei, le gouverneur du Khorasan Körguz est livré par les commandants militaires à son adversaire Kara Hülegü qui le fait mettre à mort. La régente Töregene charge alors Arghun agha d’administrer le Khorasan et l’Irak[5].

### Europe
- Mars : raid mongol en Croatie. L’avant-garde de Batu atteint Spalatto et Cattaro sur l’Adriatique. À l’annonce de la mort d’Ögödei (1241), Batu et ses troupes refluent vers l’orient pour participer au quriltay organisé pour l’élection de son successeur. L’Europe est sauvée[6]. Batu traverse la Bulgarie jusqu’à la mer Noire, puis la Moldavie pendant l’hiver 1242-1243, et rentre dans ses campements installés le long du cours inférieur de la Volga.
- Avril : rébellion de Raymond VII de Toulouse[7].
- 5 avril : victoire du prince russe Alexandre Nevski sur les Chevaliers teutoniques, lors de la bataille du lac Peïpous, ou lac des Tchoudes, en Livonie, alors gelé (massacre des glaces). Cette bataille marque un coup d'arrêt à l'expansion germanique vers l'Est, tandis qu'elle contribue à la naissance de la Russie, sous domination mongole[8].
- 28 mai : massacre de quatre inquisiteurs à Avignonet[9]. Raymond de Toulouse est excommunié le 6 juin[10].
- 6 juin : le Talmud est brûlé en Place de Grève à Paris[11].
- 21 juillet : batailles de Taillebourg[12] et de Saintes (23 juillet) réprimant une révolte féodale menée par Isabelle d'Angoulême, Hugues X de Lusignan, comte de la Marche et d’Henri III, roi d'Angleterre contre Louis IX. Henri III ne peut reprendre les fiefs français perdus par son père.
- 30 octobre : la paix de Lorris est conclue entre le roi de France et Raymond VII, comte de Toulouse[13]. Ratifiée à Paris en janvier suivant, elle confirme globalement le traité de Paris de 1229 qui prépare l'annexion du comté de Toulouse au domaine royal.

- Début de la construction de la Sainte-Chapelle de Paris sous la direction de l'architecte Pierre de Montreuil (achevée en 1248)[14].

- Première représentation figurée du gouvernail d'étambot sur un sceau de la ville d'Elbing en Prusse (1242)[15].
- Le moine anglais Roger Bacon décrit une formule pour fabriquer de la poudre à canon dans une lettre datée de 1242[16].